# Juneydi Basha

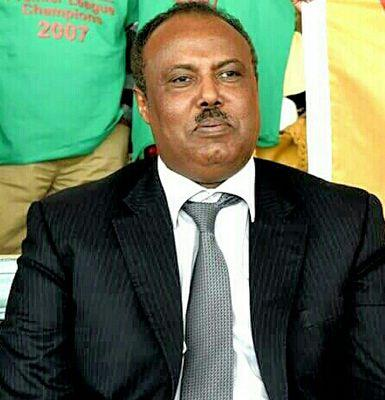
Juneydi Basha.

Juneydi Basha, född 1961, är en etiopisk affärsman. Han är sedan 2013 ordförande för Etiopiens fotbollsförbund, då han efterträdde Sahilu Gebrewold. Basha valdes av förbundet efter en omröstning i oktober 2013, där han fick 55 av 101 röster.